# Quammruddin Nagar
Quammruddin Nagar è una suddivisione dell'India, classificata come census town, di 10.240 abitanti, situata nel distretto di Delhi Ovest, nello territorio federato di Delhi. In base al numero di abitanti la città rientra nella classe IV (da 10.000 a 19.999 persone).

## Geografia fisica
La città è situata a 28° 40' 08 N e 77° 02' 60 E.

## Società

### Evoluzione demografica
Al censimento del 2001 la popolazione di Quammruddin Nagar assommava a 10.240 persone, delle quali 5.660 maschi e 4.580 femmine. I bambini di età inferiore o uguale ai sei anni assommavano a 1.755, dei quali 984 maschi e 771 femmine. Infine, coloro che erano in grado di saper almeno leggere e scrivere erano 6.820, dei quali 4.150 maschi e 2.670 femmine.